# Barbareskkrigen
Barbareskkrigen var två krig mellan USA och de nordafrikanska muslimska stater i Medelhavet: 
- Första barbareskkriget mellan 1801 och 1805, och
- Andra barbareskkriget år 1815.